# The Rippingtons
The Rippingtons é um grupo americano de jazz contemporâneo, de vertente instrumental, relacionado principalmente aos gêneros smooth jazz, jazz fusion, jazz pop e crossover jazz. Formada em 1985 pelo guitarrista americano e líder da banda Russ Freeman, sua carreira já dura mais de três décadas. Com uma entrada giratória de músicos, Freeman tem sido o único membro consistente. Eles inspiraram muitas outras bandas, incluindo "The Stolen Cat Club".
O nome da banda foi concebido por Russ Freeman depois de ouvir amigos tocando "e eles estavam rasgando", então Freeman pensou no nome de Rippingtons. Freeman já havia lançado seu primeiro álbum solo Nocturnal Playground, lançado em abril de 1986. A carreira musical da banda começou em 1986 com a gravação do álbum Moonlighting. O álbum foi bem recebido pela crítica e pelos consumidores e trazia a música "She Likes to Watch", que se tornou um marco nos shows ao vivo da banda e uma de suas músicas características.
O mascote da banda é um gato de jazz sorridente e de óculos escuros que aparece na arte de todos os lançamentos da banda e em seu site oficial.

## Membros atuais
- Russ Freeman — guitarra, teclado e programação
- Dave Karasony – bateria
- Bill Heller – piano
- Rico Belled – baixo
- Brandon Fields - saxofone